# Кримський Іван Степанович
Іва́н Степа́нович Кри́мський (10.02.1993 — 20.05.2022) — капітан Збройних Сил України, учасник російсько-української війни, що відзначився у ході російського вторгнення в Україну. Герой України (2024, посмертно).

## Життєпис
Народився в с. Яворів Косівського району Івано-Франківщині.
Станом на лютий 2017 року — молодший сержант, курсант Одеської військової академії.
Був командиром 3 окремої десантно-штурмової роти 90 окремого аеромобільного батальйону імені старшого лейтенанта Героя України Івана Зубкова.
Загинув 20 травня 2022 року в боях з російськими окупантами в ході відбиття російського вторгнення в Україну (місце с. Богородичне, Донецька обл)

## Нагороди
- Звання Герой України з удостоєнням ордена «Золота Зірка» (24 лютого 2024, посмертно) — за особисту мужність і героїзм, виявлені у захисті державного суверенітету та територіальної цілісності України, самовіддане служіння Українському народові[2].
- орден Богдана Хмельницького III ст. (12 липня 2022, посмертно) — за особисту мужність і самовіддані дії, виявлені у захисті державного суверенітету та територіальної цілісності України, вірність військовій присязі[3].
- орден «За мужність» III ступеня (02.08.2014) — за особисту мужність і героїзм, виявлені у захисті державного суверенітету та територіальної цілісності України[4].